# Cerkiew św. Michała Archanioła w Rudzie Jaworskiej
Cerkiew pod wezwaniem św. Michała Archanioła – prawosławna cerkiew parafialna w Rudzie Jaworskiej, w dekanacie zdzięcielskim eparchii nowogródzkiej Egzarchatu Białoruskiego Patriarchatu Moskiewskiego.
Cerkiew wzniesiono w 1991 r. Jest to budowla drewniana, na planie krzyża, trójdzielna (przedsionek, nawa oraz zamknięte wielobocznie, mniejsze od nawy prezbiterium). Do części nawowej przylega boczna zakrystia. Dachy świątyni są blaszane. Część nawową pokrywa dach dwukalenicowy, z wieżyczką zwieńczoną kopulastym hełmem (we wcześniejszym okresie cerkiew miała jeszcze jedną wieżyczkę, umiejscowioną nad prezbiterium).